# Stjepan Katalinić
Stjepan Katalinić, hrvatski bosanskohercegovački bivši nogometaš. Igrao za Željezničar iz Sarajeva. Počevši od sezone 1921./22. igrao je za Željezničar punih 15 sezona, koji je tad igrao u rangu sarajevskog nogometnog podsaveza i podsaveznoj ligi.